# Schmalspurbahn Estcourt–Weenen
| Streckenverlauf |                     |                  |                  |
| Streckenlänge: | 47 km               |                  |                  |
| Spurweite: | 610 mm (2-Fuß-Spur) |                  |                  |
| |                     |                  |                  |
| \| \| \| Estcourt \| \| \| \| Estcourt \| \| \| \| Scheepersfontein \| \| \| \| Peniston \| \| \| \| Haviland \| \| \| \| Wondergeluk \| \| \| \| Stanley \| \| \| \| Mielietuin \| \| \| \| Mona \| \| \| \| New Furrow \| \| \| \| Weenen \| |                     |                  |                  |
| Bahnhof quer |                     | Estcourt         | Estcourt         |
| Kopfbahnhof Streckenanfang (Strecke außer Betrieb) |                     | Estcourt         | Estcourt         |
| Haltepunkt / Haltestelle (Strecke außer Betrieb) |                     | Scheepersfontein | Scheepersfontein |
| Haltepunkt / Haltestelle (Strecke außer Betrieb) |                     | Peniston         | Peniston         |
| Haltepunkt / Haltestelle (Strecke außer Betrieb) |                     | Haviland         | Haviland         |
| Haltepunkt / Haltestelle (Strecke außer Betrieb) |                     | Wondergeluk      | Wondergeluk      |
| Haltepunkt / Haltestelle (Strecke außer Betrieb) |                     | Stanley          | Stanley          |
| Haltepunkt / Haltestelle (Strecke außer Betrieb) |                     | Mielietuin       | Mielietuin       |
| Haltepunkt / Haltestelle (Strecke außer Betrieb) |                     | Mona             | Mona             |
| Haltepunkt / Haltestelle (Strecke außer Betrieb) |                     | New Furrow       | New Furrow       |
| Kopfbahnhof Streckenende (Strecke außer Betrieb) |                     | Weenen           | Weenen           |

Die Schmalspurbahn Estcourt–Weenen war eine von 1907 bis 1983 betriebene 47 km lange Schmalspurbahn in Südafrika mit einer Spurweite von 610 mm (2 Fuß).

## Streckenverlauf
Zwischen 1907 und 1983 verband die Schmalspurbahnstrecke Estcourt mit Weenen. Sie führte in nordwestlicher Richtung von Estcourt über Scheepersfontein, Peniston, Haviland, Wondergeluk, Stanley, Mielietuin, Mona und New Furrow nach Weenen. 

## Geschichte
Die Schmalspurbahn diente vor allem dem Transport landwirtschaftlicher Erzeugnisse und wurde daher scherzhaft Cabbage Express (Kohl-Express) genannt. Diese Strecke war die erste Schmalspurbahn der Natal Government Railways.
Nach ihrer Stilllegung wurden ihre Gleise abgebaut. Die Lokomotive NGG 11 Nr. 55 wurde in Weenen auf einem Sockel ausgestellt und später renoviert. Sie wird heute(2009) bei der Patons Country Narrow Gauge Railway eingesetzt.

## Lokomotiven
- NG 1 bzw. 2
- NG 3
- NGG 11
- NGG 13